# Czapelka (dopływ Krzny)
Czapelka – rzeka, prawy dopływ Krzny o długości 34,41 km. Wypływa w pobliżu wsi Choroszczynka i w całym swoim biegu zachowuje kierunek północny. Przepływa obok miejscowości Zahorów, Kożanówka, Lebiedziew i Kobylany, a następnie przecina drogę krajową nr 2. Dalej mija wieś Koroszczyn a potem przecina drogę krajową nr 68, by po paru kilometrach, w okolicach wsi Starzynka wpaść do Krzny.
W sierpniu 2019 roku zakończono trwającą 2 lata budowę zbiornika retencyjnego, położonego na terenie miejscowości Kobylany. Akwen o powierzchni ok. 25 ha oprócz podstawowej funkcji – gromadzenia wody – ma za zadanie także uregulować rzekę Czapelkę i podnieść nieco poziom jej wód. W przyszłości przewiduje się także funkcję rekreacyjną. Budowę sfinansowała (ok. 7 mln. PLN) gmina Terespol ze środków własnych.